# بوب بيكيل
بوب بيكيل (بالإنجليزية: Bob Beckel)‏ (و. 1948 – م) هو صحفي من الولايات المتحدة الأمريكية . ولد في مدينة نيويورك .
وهو عضو في الحزب الديمقراطي الأمريكي .

## روابط خارجية
- بوب بيكيل على موقع IMDb (الإنجليزية)
- بوب بيكيل على موقع إن إن دي بي (الإنجليزية)